# Chúntaros radio poder
Chúntaros radio poder es el segundo álbum de estudio del Gran Silencio publicado en el 17 de julio de 2001. Incluyó uno de sus principales éxitos, Chuntaro style.

## Historia
Tras el éxito de Libres y locos, El Gran Silencio comenzó la planificación de su tercer disco. Después de verles en un show en Los Ángeles y convertirse en su fan, Rick Rubin quiso producir el siguiente álbum de la banda, lo cual no ocurrió al querer el grupo trabajar por sí mismos un nuevo estilo. El disco fue grabado en los estudios NEXT de Monterrey, Nuevo León.
Para junio de 2001 el álbum había vendido 78 000 copias, por lo que el grupo realizó una segunda edición incluyendo una reversión a Déjenme si estoy llorando de Los Ángeles Negros, el cual se convertiría en un éxito de la banda. El disco fue certificado por la Asociación Mexicana de Productores de Fonogramas y Videogramas (Amprofon) con un disco de platino por sus ventas.

## Estilo
El disco incluye canciones hechas bajo una gran variedad de géneros fusionados: cumbia, rebajada, sonidero, vallenato, raggamuffin, rap, beatboxing, electrónica, hip hop y punk así como ritmos de la música norteña como la polka, la redova. El concepto del disco es un día de transmisión de una estación de radio de Monterrey ficticia llamada Chúntaros radio poder y que a lo largo del día reproduce distintos géneros. Por ello cada canción está separada por intervenciones de locutores famosos.
Dentro de las letras del disco se reivindican con orgullo símbolos e influencias de la cultura de Monterrey y lo norteño. El disco socializó el término chúntaro, una manera hasta entonces despectiva de referirse en Monterrey a quienes integraban cultura urbana colombias o cholombianos y que El Gran Silencio reivindicó como algo significativo y refiere un estilo de vida desinhibido y sin complicaciones.

## Lista de canciones
| Chúntaros radio poder |                                                         |          |  |
| N.º                   | Título                                                  | Duración |  |
| 1.                    | «Intro. Chúntaros Radio Poder» (Locutor: Pancho Lomelí) | 0:10     |  |
| 2.                    | «Beat Box Cazoo»                                        | 2:03     |  |
| 3.                    | «El retorno de los chúntaros»                           | 6:05     |  |
| 4.                    | «Chúntaros radio poder» (Locutor: Germán Pluma)         | 4:26     |  |
| 5.                    | «Rigomuffin»                                            | 2:58     |  |
| 6.                    | «Canción Para un O.G.T.»                                | 4:34     |  |
| 7.                    | «Chúntaros radio poder» (Locutor: Juan Ramón Palacios)  | 0:28     |  |
| 8.                    | «El canto de la serpiente»                              | 3:28     |  |
| 9.                    | «La kalaka»                                             | 2:04     |  |
| 10.                   | «Chúntaros radio poder» (Locutor: Raúl Mata)            | 0:31     |  |
| 11.                   | «Cumbia lunera»                                         | 3:21     |  |
| 12.                   | «Chúntaros radio poder» (Locutor: Poncho Álvarez)       | 3:43     |  |
| 13.                   | «Para dar sabor al caldo»                               | 3:42     |  |
| 14.                   | «Chúntaros radio poder» (Locutor: Lacho Pedraza)        | 1:22     |  |
| 15.                   | «La chicana»                                            | 4:13     |  |
| 16.                   | «Chúntaros radio poder» (Locutor: Güipiri Colombias)    | 0:59     |  |
| 17.                   | «Rebajada styling sound»                                | 0:59     |  |
| 18.                   | «Chúntaros radio poder» (Locutor: Güipiri Colombias)    | 0:23     |  |
| 19.                   | «Chúntaro style»                                        | 3:58     |  |
| 20.                   | «Chúntaros radio poder» (Locutor: Lacho Pedraza)        | 0:20     |  |
| 21.                   | «Círculo de amor» (Locutor:)                            | 4:05     |  |
| 22.                   | «Chúntaros radio poder» (Locutor: Gregorio Bernal)      | 0:23     |  |
| 23.                   | «Iguana» (Locutor: Lacho Pedraza)                       | 1:06     |  |
| 24.                   | «Chúntaros radio poder» (Locutor:)                      | 0:20     |  |
| 25.                   | «Electrónica»                                           | 2:57     |  |
| 26.                   | «Chúntaros radio poder» (Locutor: Don Rulo)             | 0:34     |  |
| 27.                   | «Tonta canción No. 4, sé cursi»                         | 4:30     |  |
| 28.                   | «Chúntaros radio poder» (Locutor: José Luis Montañez)   | 0:13     |  |
| 29.                   | «Lo que el viento a Juárez»                             | 4:41     |  |
| 30.                   | «I like to live in my tierra»                           | 3:14     |  |
| 31.                   | «Chúntaros radio poder» (Locutor: Jesús Soltero)        | 0:17     |  |
| 32.                   | «The wings»                                             | 2:01     |  |
| 33.                   | «Veo en ti»                                             | 4:18     |  |
| 34.                   | «Chúntaros radio poder» (Locutor: Lacho Pedraza)        | 0:44     |  |
| 35.                   | «Déjenme si estoy llorando» (Con los Northsiders)       | 0:23     |  |
| 36.                   | «Fuera del aire»                                        | 0:37     |  |